# Pere (singolo)
Pere è un brano degli Articolo 31, estratto come quarto ed ultimo singolo dall'album Domani smetto, pubblicato nel 2003. La versione circolata nelle radio e quella del video (Girato da J-Ax e Fabio "Zedd" Cavallo) è quella remixata da DJ Jad. Il video è stato pubblicato il 10 marzo 2003 ed è stato prodotto da Funky Spaghetti.

## Tracce
1. Pere (DJ Jad remix) – 3:20
2. Pere (Live version) – 3:12
3. Pere (Fargetta remix) – 7:07
4. Pere (Fargetta remix radio edit) – 4:02

## Formazione
- J-Ax - voce, rapping
- DJ Jad - giradischi, scratch

Altri musicisti
- Fausto Cogliati - chitarra
- Paolo Costa - basso
- Elio Rivagli - batteria
- Lalla Francia, Lola Feghaly, Paola Folli, Best Sounds All Stars - cori